# Stadion Niedermatten
Stadion Niedermatten – stadion piłkarski w Wohlen, w Szwajcarii. 

## Charakterystyka
Został otwarty w 2004 roku. Może pomieścić 3034 widzów, z czego 624 miejsca są siedzące (znajdują się na zadaszonej trybunie głównej). Swoje spotkania na stadionie rozgrywa drużyna FC Wohlen. Obiekt jest częścią kompleksu sportowego, w skład którego wchodzą jeszcze m.in. boiska treningowe (w tym jedno z bieżnią lekkoatletyczną) oraz korty tenisowe. Stadion był jedną z aren kobiecych Mistrzostw Europy U-19 w 2018 roku.